# Heetveldemolen
De Heetveldemolen, ook Mun(c)kmolen genoemd, is een graanwatermolen in Galmaarden. De Mark levert het water voor de aandrijving van het onderslagrad.
De naam van de molen verwijst naar de destijds invloedrijke familie van den Heetvelde in Brabant. Ze werd eigenaar, via een huwelijk, van de tegenovergelegen boerderij (eertijds het kasteel) en molen; tot 1855 een geheel. De molen wordt voor het eerst in 1440 vermeld als cour du moulin (hof van de molen).
Richard Van Ongevalle was de laatste beroepsmolenaar van de Heetveldemolen.
In 2014 werd de Heetveldemolen erkend als 'actieve molen' door het Molenforum Vlaanderen.
In 2018 ontving de Heetveldemolen de prijs voor participatie van het Agentschap Onroerend Erfgoed.
Vandaag de dag worden granen uit de omgeving gemalen, met voorkeur voor oude graansoorten, zoals eenkoorn, heliaro, witte van Vlaanderen, ...